# Gorilla gorilla gorilla

Crânio de um indivíduo do sexo masculino

O gorila-ocidental-das-terras-baixas (Gorilla gorilla gorilla), é uma subespécie do gorila-do-ocidente (Gorilla gorilla). Com menos de 95 000 indivíduos livres na natureza, é classificado como uma "espécie em perigo crítico" pela UICN.
Vive nos bosques montanhosos, primários e secundários das planícies de Cabinda (Angola), Camarões, República Centro-Africana, República do Congo, República Democrática do Congo, Guiné Equatorial e Gabão. É a espécie mais frequente nos zoológicos.
É herbívoro e, ocasionalmente, insetívoro. Vive em grupos familiares de um macho dominante e de 5 a 7 fêmeas adultas, indivíduos imaturos e poucos machos não-dominantes.

## Descrição

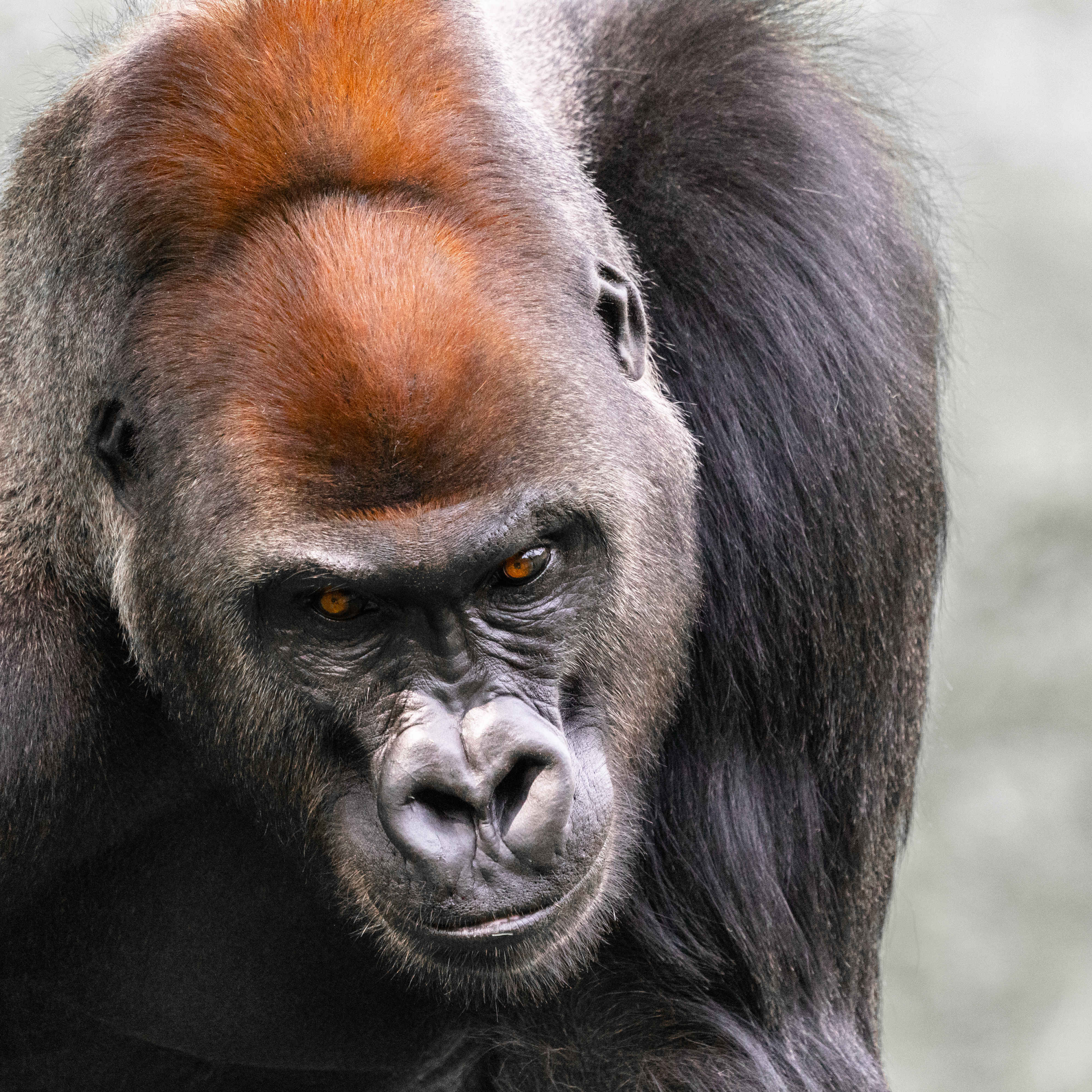
Close-up da cabeça do macho de lombo prateado no zoológico de Leipzig na cidade de Leipzig, Alemanha

O gorila da planície ocidental é a menor subespécie de gorila, mas ainda tem tamanho e força excepcionais. Esta espécie de gorila exibe pronunciado dimorfismo sexual. Eles não possuem caudas e têm pele preta junto com cabelos pretos grosseiros que cobrem todo o corpo, exceto rosto, orelhas, mãos e pés. O cabelo nas costas e na garupa dos machos assume uma coloração cinza e também se perde à medida que envelhecem. Esta coloração é a razão pela qual os machos mais velhos são conhecidos como "lombo prateado". Suas mãos são proporcionalmente grandes, com unhas em todos os dedos (semelhantes às dos humanos) e polegares muito grandes. Possuem focinho curto, sobrancelhas proeminentes, narinas grandes e olhos e orelhas pequenos. Outras características são músculos grandes na região da mandíbula, juntamente com dentes largos e fortes. Entre esses dentes estão conjuntos fortes de caninos frontais e grandes molares na parte de trás da boca para moer frutas e vegetais.
Um macho ereto em pé pode ter até 1,83 m de altura e pesar até 227 kg. Os machos têm um peso médio de 140 kg, as fêmeas de 90 kg. Os machos em cativeiro, no entanto, são notados para ser capaz de atingir pesos de até 275 kg. Os machos ficam eretos a 1,67 m, as fêmeas a 1,5 m (4 pés 11 pol).  O proprietário do zoológico, John Aspinall, afirmou que um gorila prateado em seu auge tem a força física de sete ou oito halterofilistas olímpicos, mas essa alegação não é verificada. Os gorilas ocidentais frequentemente ficam de pé, mas andam de forma curvada, quadrúpede, com as mãos enroladas e os dedos tocando o chão; Como resultado, sua envergadura de braço é maior do que sua altura em pé.

### Albinismo
O único gorila albino conhecido – chamado Snowflake – era um gorila selvagem da planície ocidental originário da Guiné Equatorial. Flocos de neve, um gorila macho, foi retirado da natureza e levado para o Zoológico de Barcelona em 1966, muito jovem. Ele apresentou os traços e características típicas do albinismo visto em humanos, incluindo cabelos brancos, pele rosada, olhos claros, percepção visual reduzida e fotofobia, e foi diagnosticado com albinismo não-sindrômico. A variante genética para o albinismo de Snowflake foi identificada pelos cientistas como um polimorfismo de nucleotídeo único não sinônimo localizado em uma região transmembrana de SLC45A2. Este transportador também é conhecido por estar envolvido no albinismo oculocutâneo tipo 4 em humanos. Como é um alelo recessivo, e seus pais eram um tio e uma sobrinha que eram ambos portadores, isso revelou a primeira evidência de endogamia em gorilas das terras baixas ocidentais.